# Silene kumaonensis
Silene kumaonensis är en nejlikväxtart som beskrevs av Frederic Newton Williams. Silene kumaonensis ingår i släktet glimmar, och familjen nejlikväxter. Inga underarter finns listade i Catalogue of Life.